# Peter Storch
Karl Kasper Otto Peter Storch (* 1. Januar 1924 in Aasiaat; † nach 2014) war ein grönländischer Pastor, Kommunalpolitiker, Lehrer und Autor.

## Leben
Peter Storch wurde als Sohn des Handelsbediensteten Karl Jonas Benjamin Storch (1894–1979) und seiner Frau Sofie Birthe Mette Inger Svane (1900–1936) geboren. Am 9. September 1947 heiratete er Dorthe Rebekka Johanne Louise Nielsen (1929–1997).
Er absolvierte 1944 das Lehrerexamen an Grønlands Seminarium. Zeitweise ließ er sich in Dänemark weiterausbilden. 1971 wurde er ordiniert. Er wurde zum Pastor von Ittoqqortoormiit ernannt, wechselte 1980 nach Qasigiannguit und 1999 nach Sisimiut.
Von 1963 bis 1970 saß er im Rat der Gemeinde Aasiaat. Von 1964 bis 1966 war er Gemeinderatsvorsitzender und damit de facto Bürgermeister. Zudem war er Mitrichter am Kreisgericht in Aasiaat. Er ist Ehrenmitglied der Atassut. Er gab zudem zahlreiche Schulbücher heraus, war als Lehrer für angehende Katecheten tätig und hielt lehrende Radiovorträge.
Am 20. Februar 2005 erhielt er den Nersornaat in Silber. Er starb zu einem unbekannten Zeitpunkt nach 2014.

## Werke
- 1964: Atuainiutitanut tapiliussat
- 1965: Agdlagit (5 Bände)
- 1965: Atuarit!
- 1966: Kalâtdlisut mingnernut atuartitsissunut ilitsersûtínguit – radiúkut atuartitsinermut tapertaliússat
- 1969: a i u